# Дорога к счастью
«Дорога к счастью» (полное название: «Дорога к счастью: Руководство по улучшению жизни, основанное на здравом смысле»; англ. The Way to Happiness: A Common Sense Guide to Better Living) — саентологическая брошюра, написанная Л. Роном Хаббардом и выпущенная в 1981 году.

## Содержание
Брошюра, написанная основателем саентологии Л. Р. Хаббардом, содержит 21 наставление и представляет собой нерелигиозный моральный кодекс поведения; впервые была издана в 1981 году в Лос-Анджелесе издательством Regent House (ISBN 0-9605930-0-4).
Наставления таковы: 1) Заботьтесь о себе; 2) Будьте воздержанны; 3) Не будьте распутными; 4) Любите детей и помогайте им; 5) Уважайте родителей и помогайте им; 6) Подавайте хороший пример; 7) Стремитесь жить правдиво; 8) Не совершайте убийств; 9) Не делайте ничего противозаконного; 10) Поддерживайте правительство, созданное и работающее на благо всех людей; 11) Не причиняйте вреда человеку доброй воли; 12) Берегите и улучшайте своё окружение; 13) Не крадите; 14) Будьте достойны доверия; 15) Возвращайте свои долги; 16) Будьте трудолюбивы; 17) Будьте компетентны; 18) Уважайте религиозные верования других; 19) Старайтесь не делать другим того, чего вы не хотели бы себе самому; 20) Старайтесь поступать с другими так же, как вы хотели бы, чтобы они поступали с вами; 21) Процветайте и преуспевайте. Востоковед и историк религий Сильвио Кальцолари при этом указывает, что «кодекс не ограничивается перечислением ряда действий, которые должны быть порицаемы и не одобрены (кража, убийство, распущенность, незаконность или другие); он также советует и рекомендует положительные действия (забота о себе, умеренность, уважение к родителям, помощь детям, правдивость, охрана окружающей среды и т. д.)».
Брошюра занесена в Книгу рекордов Гиннесса как работа, переведённая на самое большое количество языков.

## Распространение
Саентологи часто организуют кампании по распространению брошюр «Дорога к счастью». Представители Церкви саентологии описывали одну из первых кампаний, проводимую в начале 1990-х годов, как «самый масштабный проект по распространению саентологии» и «мост между широкой общественностью и саентологией».
Брошюра «Дорога к счастью» положена в основу саентологической программы реабилитации преступников «Криминон». Брошюра также применяется в дочерней организации Церкви саентологии «Нарконон» — каждый новый участник программы получает свой экземпляр. Саентологические волонтёры — участники волонтёрского движения, которые выезжают в места бедствий и катастроф, чтобы оказывать помощь, — также распространяют брошюры «Дорога к счастью», в частности, они делали это после землетрясения в Индийском океане (2004) и после массового убийства в Виргинском политехническом институте. Также распространением брошюр занималась ассоциация «Обеспокоеные бизнесмены Америки».
В 2015 году Дуглас Коуэн и Дэвид Бромли отмечали, что по утверждению международного фонда «Дорога к счастью», было распространено более 67 миллионов экземпляров брошюры «Дорога к счастью» на более чем 90 языках.

### Распространение саентологами-знаменитостями
Музыкант Айзек Хейз распространял брошюры «Дорога к счастью» на своих джазовых концертах в 2005 году.
Актриса Нэнси Картрайт, озвучивающая Барта Симпсона, в декабре 2007 года разослала миллион экземпляров брошюры «Дорога к счастью» жителям долины Сан-Фернандо. «Брошюра была разослана жителям Сан-Фернандо — самого криминального района Лос-Анджелеса. Я считаю, что она окажет нужное воздействие, и у каждого появится инструмент для создания более счастливой жизни у себя дома», — заявила Нэнси в интервью газете «Дэйли ньюс» Лос-Анджелеса.
Актёр Том Круз распространял брошюры «Дорога к счастью» со своим именем на обложке. В частности, он раздавал их в начальной школе, где проходили съёмки фильма «Война миров»; также он вручил экземпляры брошюры руководителям компании United International Pictures, которая распространяла этот фильм за пределами США.

### Распространение сотрудниками полиции

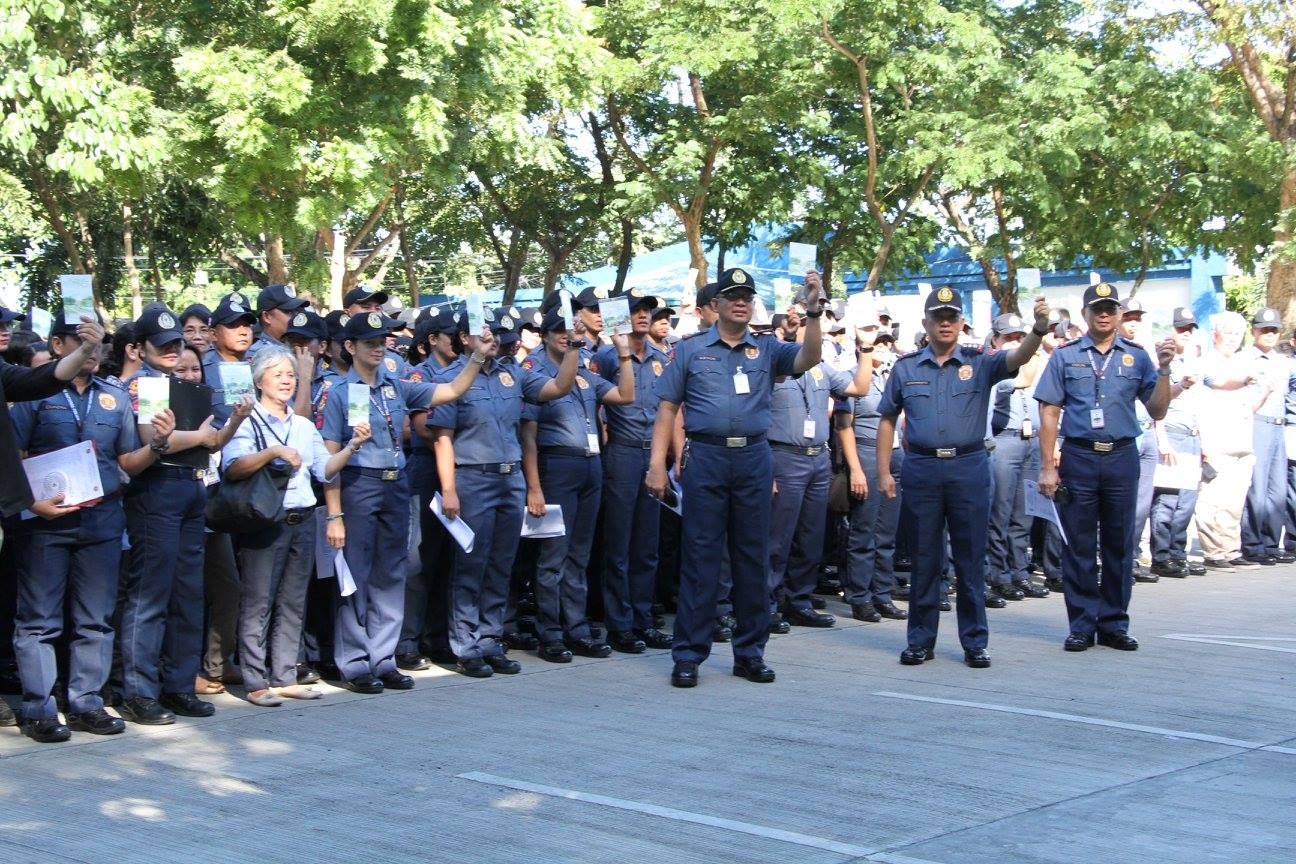
Сотрудники полиции Филиппин с брошюрами «Дорога к счастью»

В некоторых странах Латинской Америки, в том числе в Колумбии, Мексике, Коста-Рике распространением брошюр «Дорога к счастью» занимаются сотрудники полиции. Региональный директор Управления полиции национального столичного региона Филиппин Оскар Д. Альбайалде, а также религиовед Дональд Вестбрук отмечают, что это сказывается на падении уровня преступности и наркомании в этих странах. Оскар Д. Альбайалде считает программу по распространению брошюр «Дороги к счастью» эффективной в снижении уровня наркомании и внедряет её у себя по примеру Колумбии вместе с учебно-профилактической программой борьбы со злоупотреблением наркотиками «DARE» (Drug Abuse Resistance Education).

## В России и на постсоветском пространстве
В 1992 году представитель саентологического издательства New Era Publications передал в дар 5000 экземпляров брошюры «Дорога к счастью» начальнику управления по работе с личным составом МВД РФ Станиславу Пылеву и начальнику ГУВД г. Москвы Аркадию Мурашеву. При этом корреспонденты журнала «Коммерсантъ-Власть» Кондратий Барабаш и Валерий Молотов указали, что «кадровики МВД РФ рекомендовали личному составу милиции эту книгу „с надеждой, что она поможет вести лучшую и более счастливую жизнь“ (так значится на обложке)».
В 1993 году еженедельник «Аргументы и Факты» опубликовал текст брошюры «Дорога к счастью» в выпуске № 10 от 10 марта.
В 2013 году в Алма-Ате было зарегистрировано общественное объединение «Дорога к счастью», пришедшее на смену объединениям «Церковь саентологии города Алматы» и «Церковь саентологии Медеу», которым ранее было отказано в перерегистрации, поскольку саентология в Казахстане не признаётся в качестве религии и данные организации не прошли перерегистрацию в качестве религиозных объединений. При этом председатель Агентства Республики Казахстан по делам религий К. К. Лама-Шариф указал на то, что в новой саентологической организации «все используемые саентологические практики остались прежними», отметив, что «поскольку эти практики носят характер психотренингов, мы полагаем, что они должны проводиться в соответствии с законодательством» и выразив сомнение, что «у них есть соответствующие разрешения и лицензии». В свою очередь, доктор философских наук, профессор, главный научный сотрудник Отдела религиоведения Института философии и политологии Комитета науки Министерства образования и науки Республики Казахстан и президент общественного фонда «Информационно-консультационная группа „Перспектива“» Е. Е. Бурова утверждает, что организация «Дорога к счастью» была зарегистрирована Рашидом Кабжановым, который является мужем исполнительного директора «Церкви саентологии города Алматы».
В Латвии с 2014 года запрещено распространение брошюр «Дорога к счастью» в школах.

## Фонд
Международный фонд «Дорога к счастью» находится по адресу: Восточный Бродвей, 201, Глендейл, штат Калифорния, США. Фонд зарегистрирован как некоммерческая организация типа 501(c)(3), освобождён от уплаты налогов и является подразделением саентологической «Ассоциации по улучшению жизни и образования». Фонд координирует деятельность по распространению брошюр «Дорога к счастью» в более чем 170 странах. Заявленная цель фонда — «Возродить моральные устои общества, распространяя моральный кодекс, содержащийся в брошюре „Дорога к счастью“».

## Оценки и критика
В 1992 году учителя Анкориджа нашли экземпляры этой брошюры в своих служебных почтовых ящиках вместе с сопроводительным письмом, где призывалось распространять данную публикацию среди своих учеников. Брошюры были разосланы бизнесменом-саентологом. После жалоб родителей руководитель школьного округа Билл Милл отдал распоряжение директорам школ сказать учителям не использовать «Дорогу к счастью».
В 2005 году саентологи попытались распространять брошюру в Клубах мальчиков и девочек Америки. Исполнительный директор Клубов Карл Лавендере заявил, что брошюры содержали на себе логотипы их организации, что нарушало авторское право. К концу дня все экземпляры публикации Хаббарда были изъяты.
В 2007 году саентологи сделали попытку распространить брошюру в мэрии Далласа вместе с сопроводительным письмом, где в свою очередь предлагалось продвигать экземпляры публикации. На это мэр города заявил: «Ясно, что нам было не очень приятно и мы не считаем целесообразным использовать печать Далласа, логотип мэра или моё имя непонятно на чём». В том же году группа саентологов в Сан-Франциско сделала попытку распространить указанную брошюру, незаконно используя изображение мэра города Гэвина Ньюсома, а также логотипы мэрии и города. А в Виннипеге саентологи незаконно использовали логотип города и изображение мэра Сэма Каца. Тогда же австралийской полицией было выявлено, что в Уайаллской старшей школе распространялась саентологическая брошюра вопреки образовательному законодательству.
В 2008 году фонд, выпускающий брошюру, заявил, что перестаёт делать рассылки публикации официальным лицам во Флориде.
Несмотря на отказы других мэров, мэр Буффало Энтони Масиелло после открытия саентологического отделения в городе разрешил распространение брошюры с официальной символикой администрации.
Коммандер Майк Даунинг из Департамента полиции Лос-Анджелеса жаловался, что саентологи подделали его разрешение на работу сайта брошюры и он считает своей обязанностью открыто заявить об этом.
Также в 2010 году стало известно, что в Гамбурге саентологи незаконно использовали изображение и личную подпись мэра города в этой брошюре. Фонд сообщил, что всего мэрам, бизнесменам и общественным группам было разослано 2, 8 тысяч почтовых отправлений с 250 тысячами экземпляров брошюры.
Немецкий религиовед Марко Френчковский в 2010 году охарактеризовал эту брошюру как «этику здравого смысла», указав, что она «далеко не тривиальна, этот текст представляет собой небольшой интересный эксперимент по межрелигиозной этике».

## Ложные сообщения об использовании
В 2007 году руководитель саентологов Дэвид Мицкевич заявил, что данная брошюра выступает в качестве принудительного ассортимента у 7-Eleven на Тайване, Coca-Cola в Пакистане, Philips в Пакистане и Dell в Африке. Видео речи Мицкевича было представлено в 2008 году на You Tube. В том же году представитель компании Dell рассказал Los Angeles Times, что они связались с коллегами в Африке и про якобы сотрудничество с саентологами могут официально заявить: «нет никаких доказательств, что это так […] это не наша деятельность — распространять религиозные материалы любым способом». В свою очередь 7-Eleven и Philips сообщили Los Angeles Times, что не располагают сведениями о якобы сотрудничестве с саентологами, хотя и пытались это выяснить.